# 2013–2014-es angol labdarúgó-ligakupa
A 2013–2014-es angol labdarúgó-ligakupa, vagy más néven Capital One Cup az Angol Ligakupa 54. szezonja; egy kieséses rendszerű kiírás Anglia és Wales 92 profi labdarúgócsapata számára. A győztes a 2014–2015-ös Európa-liga harmadik selejtezőkörében indulhat, ha nem került be egyik európai kupasorozatba sem. A címvédő a Swansea City, akik a 2012–13-as szezonban történetük során először hódították el a kupát.

## Első kör
Az első kört 2013. június 17-én 10:30-kor (CEST) sorsolták ki, 70 csapat 35 mérkőzést játszott augusztus elején.
| 2013. augusztus 5. 20:45 CEST |

| Preston North End | 1–0               | Blackpool |
| ----------------- | ----------------- | --------- |
| Clarke 87'        | (0–0) Jegyzőkönyv |           |

| Deepdale, Preston Nézőszám: 17 470 Játékvezető: Andy Madley |

| 2013. augusztus 6. 20:45 CEST |

| Bury                                       | 3–2               | Crewe Alexandra    |
| ------------------------------------------ | ----------------- | ------------------ |
| Beeley 20' Harrad 29' (11-esből) Hinds 49' | (2–1) Jegyzőkönyv | 5' Aneke 75' Davis |

| Gigg Lane, Bury Nézőszám: 2146 Játékvezető: Mark Brown |

| 2013. augusztus 6. 20:45 CEST |

| Shrewsbury Town | 1–3               | Bolton Wanderers         |
| --------------- | ----------------- | ------------------------ |
| Wildig 29'      | (1–2) Jegyzőkönyv | 26' Hall 43' 51' Odelusi |

| New Meadow, Shrewsbury Nézőszám: 3456 Játékvezető: Stephen Bratt |

| 2013. augusztus 6. 20:45 CEST |

| Middlesbrough | 1–2               | Accrington Stanley     |
| ------------- | ----------------- | ---------------------- |
| Jutkiewicz 9' | (1–1) Jegyzőkönyv | 29' Carver 81' Mingoia |

| Riverside Stadion, Middlesbrough Nézőszám: 6774 Játékvezető: Scott Duncan |

| 2013. augusztus 6. 20:45 CEST |

| Doncaster Rovers | 1–0               | Rochdale |
| ---------------- | ----------------- | -------- |
| Khumalo 89'      | (0–0) Jegyzőkönyv |          |

| Keepmoat Stadium, Doncaster Nézőszám: 4368 Játékvezető: Garry Sutton |

| 2013. augusztus 6. 20:45 CEST |

| Barnsley                                                               | 0–0 (h. u.)                 | Scunthorpe United                                                      |
| ---------------------------------------------------------------------- | --------------------------- | ---------------------------------------------------------------------- |
|                                                                        | (0–0, 0–0, 0–0) Jegyzőkönyv |                                                                        |
| Büntetőpárbaj                                                          |                             |                                                                        |
| Dagnall Scotland Cywka Dawson Perkins Steele O'Brien Golbourne O'Grady | 5–4                         | Hawkridge Collins Sparrow Iwelumo Godden Welsh Slocombe Mirfin Canavan |

| Oakwell, Barnsley Nézőszám: 5238 Játékvezető: Paul Tierney |

| 2013. augusztus 6. 20:45 CEST |

| Tranmere Rovers            | 2–0               | Mansfield Town |
| -------------------------- | ----------------- | -------------- |
| Robinson 2' Atkinson 45+1' | (2–0) Jegyzőkönyv |                |

| Prenton Park, Birkenhead Nézőszám: 3067 Játékvezető: David Webb |

| 2013. augusztus 6. 20:45 CEST |

| York City | 0–4               | Burnley                                      |
| --------- | ----------------- | -------------------------------------------- |
|           | (0–1) Jegyzőkönyv | 12' Jones 61' Stanislas 78' Ings 82' Arfield |

| Bootham Crescent, York Nézőszám: 3922 Játékvezető: Tony Harrington |

| 2013. augusztus 6. 20:45 CEST |

| Sheffield United | 1–2               | Burton Albion    |
| ---------------- | ----------------- | ---------------- |
| Doyle 64'        | (0–0) Jegyzőkönyv | 50' 90+5' Hussey |

| Bramall Lane, Sheffield Nézőszám: 6191 Játékvezető: Eddie Ilderton |

| 2013. augusztus 6. 20:45 CEST |

| Oldham Athletic | 0–1               | Derby County |
| --------------- | ----------------- | ------------ |
|                 | (0–1) Jegyzőkönyv | 20' Jacobs   |

| Boundary Park, Oldham Nézőszám: 5000 Játékvezető: Rob Lewis |

| 2013. augusztus 6. 20:45 CEST |

| Morecambe    | 1–0               | Wolverhampton Wanderers |
| ------------ | ----------------- | ----------------------- |
| Williams 84' | (0–0) Jegyzőkönyv |                         |

| Globe Arena, Morecambe Nézőszám: 2545 Játékvezető: Geoff Eltringham |

| 2013. augusztus 6. 20:45 CEST |

| Nottingham Forest                       | 3–1               | Hartlepool United |
| --------------------------------------- | ----------------- | ----------------- |
| Majewski 33' Halford 65' Derbyshire 67' | (1–0) Jegyzőkönyv |                   |

| City Ground, Nottingham Nézőszám: 9081 Játékvezető: Stephen Martin |

| 2013. augusztus 6. 20:45 CEST |

| Huddersfield Town | 2–1               | Bradford City |
| ----------------- | ----------------- | ------------- |
| Vaughan 42' 54'   | (1–0) Jegyzőkönyv | 90' Wells     |

| John Smith's Stadium, Huddersfield Nézőszám: 11 630 Játékvezető: Mark Haywood |

| 2013. augusztus 6. 20:45 CEST |

| Rotherham United             | 2–1               | Sheffield Wednesday |
| ---------------------------- | ----------------- | ------------------- |
| Pringle 10' Frecklington 38' | (2–1) Jegyzőkönyv | 23' McCabe          |

| New York Stadium, Rotherham Nézőszám: 11 433 Játékvezető: Darren Drysdale |

| 2013. augusztus 6. 20:45 CEST |

| Port Vale     | 1–2               | Walsall                    |
| ------------- | ----------------- | -------------------------- |
| Robertson 59' | (0–1) Jegyzőkönyv | 43' Westcarr 84' Baxendale |

| Vale Park, Stoke-on-Trent Nézőszám: 4013 Játékvezető: Andy Haines |

| 2013. augusztus 6. 20:45 CEST |

| Gillingham | 0–2               | Bristol City           |
| ---------- | ----------------- | ---------------------- |
|            | (0–1) Jegyzőkönyv | 21' Baldock 66' Wynter |

| Priestfield Stadium, Gillingham Nézőszám: 2585 Játékvezető: Darren Deadman |

| 2013. augusztus 6. 20:45 CEST |

| Bournemouth | 1–0               | Portsmouth |
| ----------- | ----------------- | ---------- |
| O’Kane 54'  | (0–0) Jegyzőkönyv |            |

| Dean Court, Bournemouth Nézőszám: 7620 |

| 2013. augusztus 6. 20:45 CEST |

| Wycombe Wanderers | 1–2               | Leicester City                        |
| ----------------- | ----------------- | ------------------------------------- |
| Kuffour 21'       | (1–1) Jegyzőkönyv | 14' (11-esből) Nugent 90+6' St Ledger |

| Adams Park, High Wycombe Nézőszám: 3 158 Játékvezető: Tim Robinson |

| 2013. augusztus 6. 20:45 CEST |

| Brentford                    | 3–2               | Dagenham & Redbridge |
| ---------------------------- | ----------------- | -------------------- |
| El Alagui 62' 90+5' Filo 64' | (0–1) Jegyzőkönyv | 18' Nugent 81' Scott |

| Griffin Park, Brentford Nézőszám: 3586 Játékvezető: Pat Miller |

| 2013. augusztus 6. 20:45 CEST |

| Exeter City | 0–2               | Queens Park Rangers   |
| ----------- | ----------------- | --------------------- |
|             | (0–1) Jegyzőkönyv | 3' Austin 50' Simpson |

| St James Park, Exeter Nézőszám: 5253 Játékvezető: Jeremy Simpson |

| 2013. augusztus 6. 20:45 CEST |

| Charlton Athletic                     | 4–0               | Oxford United |
| ------------------------------------- | ----------------- | ------------- |
| Church 18' 57' Green 49' Pigott 90+6' | (1–0) Jegyzőkönyv |               |

| The Valley, London Nézőszám: 4935 Játékvezető: Andrew Davies |

| 2013. augusztus 6. 20:45 CEST |

| Southend United | 0–1               | Yeovil Town |
| --------------- | ----------------- | ----------- |
|                 | (0–1) Jegyzőkönyv | 36' Dawson  |

| Roots Hall, Southend-on-Sea Nézőszám: 2971 Játékvezető: Lee Collins |

| 2013. augusztus 6. 20:45 CEST |

| Millwall               | 2–1               | AFC Wimbledon |
| ---------------------- | ----------------- | ------------- |
| Keogh 52' Woolford 76' | (0–0) Jegyzőkönyv | 90' Moorse    |

| The Den, London Nézőszám: 4443 Játékvezető: James Linington |

| 2013. augusztus 6. 20:45 CEST |

| Swindon Town | 1–0               | Torquay United |
| ------------ | ----------------- | -------------- |
| Williams 83' | (0–0) Jegyzőkönyv |                |

| County Ground, Swindon Nézőszám: 5662 Játékvezető: Andy D'Urso |

| 2013. augusztus 6. 20:45 CEST |

| Birmingham City           | 3–2 (h. u.)                 | Plymouth Argyle      |
| ------------------------- | --------------------------- | -------------------- |
| Allan 49' 84' Bartley 92' | (0–0, 2–2, 3–2) Jegyzőkönyv | 61' 90+2' Alessandra |

| St Andrew's, Birmingham Nézőszám: 10 178 Játékvezető: Graham Salisbury |

| 2013. augusztus 6. 20:45 CEST |

| Stevenage             | 2–0               | Ipswich Town |
| --------------------- | ----------------- | ------------ |
| Morais 51' Burrow 76' | (0–0) Jegyzőkönyv |              |

| Broadhall Way, Stevenage Játékvezető: Gavin Ward |

| 2013. augusztus 6. 20:45 CEST |

| Cheltenham Town                            | 4–3 (h. u.)                 | Crawley Town                |
| ------------------------------------------ | --------------------------- | --------------------------- |
| Richards 40' Gornell 70' Harrison 75' 114' | (1–1, 3–3, 3–3) Jegyzőkönyv | 23' Alexander 59' 65' Adams |

| Whaddon Road, Cheltenham Nézőszám: 1562 Játékvezető: Oliver Langford |

| 2013. augusztus 6. 20:45 CEST |

| Bristol Rovers | 1–3               | Watford                    |
| -------------- | ----------------- | -------------------------- |
| Richards 41'   | (1–3) Jegyzőkönyv | 19' 35' Murray 30' Angella |

| Memorial Stadium, Bristol Nézőszám: 4875 Játékvezető: Darren Sheldrake |

| 2013. augusztus 6. 20:45 CEST |

| Northampton Town | 1–2               | Milton Keynes Dons    |
| ---------------- | ----------------- | --------------------- |
| O'Donovan 77'    | (0–1) Jegyzőkönyv | 13' Reeves 54' Banton |

| Sixfields Stadium, Northampton Nézőszám: 3486 Játékvezető: Chris Sarginson |

| 2013. augusztus 6. 20:45 CEST |

| Leyton Orient          | 3–2               | Coventry City        |
| ---------------------- | ----------------- | -------------------- |
| Lisbie 26' 89' Cox 37' | (2–1) Jegyzőkönyv | 22' Baker 59' Moussa |

| Matchroom Stadion, Leyton Nézőszám: 2871 Játékvezető: Dean Whitestone |

| 2013. augusztus 6. 20:45 CEST |

| Colchester United | 1–5               | Peterborough United                             |
| ----------------- | ----------------- | ----------------------------------------------- |
| Ibehre 47'        | (0–1) Jegyzőkönyv | 42' Zakuani 59' Barnett 68' Rowe 71' 80' Tomlin |

| Colchester Community Stadium, Colchester Nézőszám: 2368 Játékvezető: Trevor Kettle |

| 2013. augusztus 6. 20:45 CEST |

| Brighton & Hove Albion | 1–3 (h. u.)                 | Newport County               |
| ---------------------- | --------------------------- | ---------------------------- |
| Barnes 18'             | (1–0, 1–1, 1–3) Jegyzőkönyv | 81' 94' Crow 103' Washington |

| Falmer Stadium, Brighton Nézőszám: 8409 Játékvezető: Brendan Malone |

| 2013. augusztus 7. 20:45 CEST |

| Notts County                         | 3–2               | Fleetwood Town     |
| ------------------------------------ | ----------------- | ------------------ |
| Showunmi 28' Haynes 40' McGregor 73' | (2–1) Jegyzőkönyv | 16' Evans 88' Ball |

| Meadow Lane, Nottingham Nézőszám: 2115 Játékvezető: Keith Hill |

| 2013. augusztus 7. 20:45 CEST |

| Leeds United         | 2–1               | Chesterfield |
| -------------------- | ----------------- | ------------ |
| Brown 28' Poleon 32' | (2–1) Jegyzőkönyv | 19' Doyle    |

| Elland Road, Leeds Nézőszám: 17 466 Játékvezető: Carl Boyeson |

| 2013. augusztus 7. 20:45 CEST |

| Carlisle United                     | 3–3 (h. u.)                 | Blackburn Rovers                 |
| ----------------------------------- | --------------------------- | -------------------------------- |
| Amoo 14' 114' Guy 62'               | (1–0, 2–2, 2–3) Jegyzőkönyv | 52' Cairney 62' Taylor 95' Judge |
| Büntetőpárbaj                       |                             |                                  |
| Salmon Beck Berrett Noble Symington | 4–3                         | Judge Lowe Rhodes Taylor Morris  |

| Brunton Park, Carlisle Nézőszám: 4372 Játékvezető: Richard Clark |

## Második kör
A második kört 2013. augusztus 8-án 14:30-kor (CEST) sorsolták ki. Az első körből továbbjutó 35 csapathoz csatlakoztak azok a Premier League-es csapatok, melyek előző szezonbeli eredményeik alapján nem indultak az európai kupasorozatokban és nem estek ki alacsonyabb osztályba valamint a másodosztályból feljutó csapatok. A második körben szállt be a Premier League tavalyi szezonjában 19. helyen záró csapat, a Reading. A 18. helyen kieső Wigan a harmadik körben csatlakozik, mivel megnyerték az FA-kupát. A mérkőzéseket augusztus 27-én és 28-án játszották.
| 2013. augusztus 27. 20:45 CEST |

| Carlisle United      | 2–5               | Leicester City                          |
| -------------------- | ----------------- | --------------------------------------- |
| Amoo 16' Berrett 71' | (1–1) Jegyzőkönyv | 38' 60' 63' Wood 47' Dyer 51' Knockaert |

| Brunton Park, Carlisle Nézőszám: 3308 |

| 2013. augusztus 27. 20:45 CEST |

| Doncaster Rovers | 1–3               | Leeds United                                   |
| ---------------- | ----------------- | ---------------------------------------------- |
| Paynter 63'      | (0–1) Jegyzőkönyv | 41' Wootton 77' Smith 80' (11-esből) McCormack |

| Keepmoat Stadium, Doncaster Nézőszám: 10 890 |

| 2013. augusztus 27. 20:45 CEST |

| Sunderland                                 | 4–2               | Milton Keynes Dons    |
| ------------------------------------------ | ----------------- | --------------------- |
| Altidore 78' Wickham 87' 89' Johnson 90+6' | (0–1) Jegyzőkönyv | 7' Bamford 55' McLeod |

| Stadium of Light, Sunderland Nézőszám: 18 992 |

| 2013. augusztus 27. 20:45 CEST |

| Bristol City                     | 2–1               | Crystal Palace |
| -------------------------------- | ----------------- | -------------- |
| Emmanuel-Thomas 59' Wagstaff 71' | (0–0) Jegyzőkönyv | 90' Garvan     |

| Ashton Gate, Bristol Nézőszám: 6816 |

| 2013. augusztus 27. 20:45 CEST |

| Peterborough United                                                     | 6–0               | Reading |
| ----------------------------------------------------------------------- | ----------------- | ------- |
| Assombalonga 4' Tomlin 19' 54' 79' Swanson 28' Wagstaff 71' Payne 90+3' | (3–0) Jegyzőkönyv |         |

| London Road, Peterborough Nézőszám: 4496 |

| 2013. augusztus 27. 20:45 CEST |

| Barnsley   | 1–5               | Southampton                                                   |
| ---------- | ----------------- | ------------------------------------------------------------- |
| Dawson 53' | (0–1) Jegyzőkönyv | 26' 89' (11-esből) Davis 49' Rodriguez 66' Mayuka 90' Ramirez |

| Oakwell, Barnsley Nézőszám: 6574 |

| 2013. augusztus 27. 20:45 CEST |

| Burton Albion                     | 2–2 (h. u.)                 | Fulham                            |
| --------------------------------- | --------------------------- | --------------------------------- |
| Dyer 85' Symes 102'               | (0–1, 1–1, 2–1) Jegyzőkönyv | 36' Táarábt 117' Rodallega        |
| Büntetőpárbaj                     |                             |                                   |
| Symes Reed Edwards McCrory Hussey | 4–5                         | Bent Ruiz Riether Rodallega Riise |

| Pirelli Stadium, Burton upon Trent Nézőszám: 4002 |

| 2013. augusztus 27. 20:45 CEST |

| Burnley              | 2–0               | Preston North End |
| -------------------- | ----------------- | ----------------- |
| Trippier 6' Ings 34' | (2–0) Jegyzőkönyv |                   |

| Turf Moor, Burnley Nézőszám: 10 648 |

| 2013. augusztus 27. 20:45 CEST |

| Liverpool                                     | 4–2 (h. u.)                 | Notts County           |
| --------------------------------------------- | --------------------------- | ---------------------- |
| Sterling 4' Sturridge 29' 105' Henderson 110' | (2–0, 2–2, 3–2) Jegyzőkönyv | Arquin 62' Coombes 84' |

| Anfield, Liverpool Nézőszám: 42 231 |

| 2013. augusztus 27. 20:45 CEST |

| Norwich City                                                     | 6–3               | Bury                                        |
| ---------------------------------------------------------------- | ----------------- | ------------------------------------------- |
| Olsson 23' Pilkington 31' Elmander 52' 75' Fer 84' Whittaker 90' | (2–0) Jegyzőkönyv | 72' Forrester 79' Edjenguele 90+3' Reindorf |

| Carrow Road, Norwich Nézőszám: 16 107 |

| 2013. augusztus 27. 20:45 CEST |

| Leyton Orient | 0–1 (h. u.)                 | Hull City  |
| ------------- | --------------------------- | ---------- |
|               | (0–0, 0–0, 0–0) Jegyzőkönyv | 107' Brady |

| Matchroom Stadion, Leyton Nézőszám: 3181 |

| 2013. augusztus 27. 20:45 CEST |

| West Ham United         | 2–1               | Cheltenham Town |
| ----------------------- | ----------------- | --------------- |
| Vaz Tê 42' Morrison 46' | (1–0) Jegyzőkönyv | 59' Richards    |

| Boleyn Ground, London |

| 2013. augusztus 27. 20:45 CEST |

| Huddersfield Town              | 3–2               | Charlton Athletic        |
| ------------------------------ | ----------------- | ------------------------ |
| Lynch 40' Hogg 77' Hammill 82' | (1–1) Jegyzőkönyv | 32' Stephens 60' Sordell |

| John Smith's Stadium, Huddersfield Nézőszám: 6250 |

| 2013. augusztus 27. 20:45 CEST |

| Tranmere Rovers               | 1–1 (h. u.)                 | Bolton Wanderers               |
| ----------------------------- | --------------------------- | ------------------------------ |
| Stockton 45+2'                | (1–0, 1–1, 1–1) Jegyzőkönyv | 66' Beckford                   |
| Büntetőpárbaj                 |                             |                                |
| Power Akpa Akpro Horwood Rowe | 4–2                         | Moritz Beckford Mills Baptiste |

| Prenton Park, Birkenhead Nézőszám: 3379 |

| 2013. augusztus 27. 20:45 CEST |

| Yeovil Town                              | 3–3 (h. u.)                 | Birmingham City                     |
| ---------------------------------------- | --------------------------- | ----------------------------------- |
| Upson 22' Webster 90+1' Ayling 105'      | (1–2, 2–2, 3–2) Jegyzőkönyv | 20' Bartley 44' Shinnie 106' Novak  |
| Büntetőpárbaj                            |                             |                                     |
| Hoskins Seaborne Upson McAllister Dawson | 2–3                         | Burke Eardley Allan Ambrose Adeyemi |

| Huish Park, Yeovil Nézőszám: 3769 |

| 2013. augusztus 27. 20:45 CEST |

| Derby County                             | 5–0               | Brentford |
| ---------------------------------------- | ----------------- | --------- |
| Martin 19' 77' Sammon 36' 71' Hughes 38' | (3–0) Jegyzőkönyv |           |

| Pride Park, Derby Nézőszám: 9076 |

| 2013. augusztus 27. 20:45 CEST |

| Queens Park Rangers | 0–2               | Swindon Town               |
| ------------------- | ----------------- | -------------------------- |
|                     | (0–1) Jegyzőkönyv | 38' Ranger 90+1' Pritchard |

| Loftus Road, London Nézőszám: 9715 |

| 2013. augusztus 27. 21:00 CEST |

| West Bromwich Albion           | 3–0               | Newport County |
| ------------------------------ | ----------------- | -------------- |
| Berahino 7' 26' 38' (11-esből) | (3–0) Jegyzőkönyv |                |

| The Hawthorns, West Bromwich Nézőszám: 8955 |

| 2013. augusztus 28. 20:45 CEST |

| Aston Villa                       | 3–0               | Rotherham United |
| --------------------------------- | ----------------- | ---------------- |
| Weimann 19' Benteke 40' Delph 53' | (2–0) Jegyzőkönyv |                  |

| Villa Park, Birmingham Nézőszám: 22 447 |

| 2013. augusztus 28. 20:45 CEST |

| Morecambe | 0–2               | Newcastle United                |
| --------- | ----------------- | ------------------------------- |
|           | (0–0) Jegyzőkönyv | 84' Sh. Ameobi 90+4' Sa. Ameobi |

| Globe Arena, Morecambe Nézőszám: 5375 |

| 2013. augusztus 28. 20:45 CEST |

| Everton                      | 2–1 (h. u.)                 | Stevenage   |
| ---------------------------- | --------------------------- | ----------- |
| Deulofeu 45+3' Fellaini 115' | (1–1, 1–1, 1–1) Jegyzőkönyv | 36' Freeman |

| Goodison Park, Liverpool Nézőszám: 22 730 |

| 2013. augusztus 28. 20:45 CEST |

| Stoke City        | 3–1               | Walsall      |
| ----------------- | ----------------- | ------------ |
| Jones 22' 31' 83' | (2–0) Jegyzőkönyv | 57' Hemmings |

| Britannia Stadion, Stoke-on-Trent Nézőszám: 11 667 Játékvezető: Michael Naylor |

| 2013. augusztus 28. 20:45 CEST |

| Watford                 | 2–0               | Bournemouth |
| ----------------------- | ----------------- | ----------- |
| Ward 16' Battocchio 65' | (1–0) Jegyzőkönyv |             |

| Vicarage Road, Watford Nézőszám: 9824 |

| 2013. augusztus 28. 20:45 CEST |

| Accrington Stanley | 0–2               | Cardiff City            |
| ------------------ | ----------------- | ----------------------- |
|                    | (0–0) Jegyzőkönyv | 61' Maynard 62' Gestede |

| Crown Ground, Accrington Nézőszám: 1617 |

| 2013. augusztus 28. 20:45 CEST |

| Nottingham Forest            | 2–1 (h. u.)                 | Millwall   |
| ---------------------------- | --------------------------- | ---------- |
| Derbyshire 59' Lascelles 94' | (0–0, 1–1, 2–1) Jegyzőkönyv | 86' Feeney |

| City Ground, Nottingham Nézőszám: 12 201 |

## Harmadik kör
A harmadik kört 2013. augusztus 28-án sorsolták ki. A második körből továbbjutó 25 csapathoz csatlakoztak azok a Premier League-es csapatok, melyek előző szezonbeli eredményeik alapján indultak az európai kupasorozatokban (Manchester United, Manchester City, Chelsea, Arsenal, Tottenham Hotspur, Swansea City, Wigan Athletic). A mérkőzéseket szeptember 24-én és 25-én játszották.
| 2013. szeptember 24. 20:45 CEST |

| Sunderland                  | 2–0               | Peterborough United |
| --------------------------- | ----------------- | ------------------- |
| Giaccherini 32' Roberge 74' | (1–0) Jegyzőkönyv |                     |

| Stadium of Light, Sunderland |

| 2013. szeptember 24. 20:45 CEST |

| West Ham United                  | 3–2               | Cardiff City             |
| -------------------------------- | ----------------- | ------------------------ |
| Morrison 1' Jarvis 8' Vaz Tê 88' | (2–1) Jegyzőkönyv | 44' Noone 76' Odemwingie |

| Boleyn Ground, London |

| 2013. szeptember 24. 20:45 CEST |

| Manchester City                               | 5–0               | Wigan Athletic |
| --------------------------------------------- | ----------------- | -------------- |
| Džeko 33' Jovetić 60' 83' Touré 76' Navas 86' | (1–0) Jegyzőkönyv |                |

| City of Manchester Stadium, Manchester |

| 2013. szeptember 24. 20:45 CEST |

| Burnley      | 2–1               | Nottingham Forest |
| ------------ | ----------------- | ----------------- |
| Ings 44' 68' | (1–1) Jegyzőkönyv | 24' Derbyshire    |

| Turf Moor, Burnley |

| 2013. szeptember 24. 20:45 CEST |

| Southampton              | 2–0               | Bristol City |
| ------------------------ | ----------------- | ------------ |
| Ramírez 15' Hooiveld 83' | (1–0) Jegyzőkönyv |              |

| St. Mary’s Stadium, Southampton |

| 2013. szeptember 24. 20:45 CEST |

| Swindon Town | 0–2               | Chelsea                |
| ------------ | ----------------- | ---------------------- |
|              | (0–2) Jegyzőkönyv | 29' Torres 35' Ramires |

| County Ground, Swindon |

| 2013. szeptember 24. 20:45 CEST |

| Watford               | 2–3 (h. u.)                 | Norwich City                 |
| --------------------- | --------------------------- | ---------------------------- |
| Acuna 23' Faraoni 55' | (1–0, 2–2, 2–2) Jegyzőkönyv | 77' Murphy 90+5' 115' Hooper |

| Vicarage Road, Watford |

| 2013. szeptember 24. 20:45 CEST |

| Aston Villa | 0–4               | Tottenham Hotspur                         |
| ----------- | ----------------- | ----------------------------------------- |
|             | (0–1) Jegyzőkönyv | 45+1' 90+2' Defoe 48' Paulinho 86' Chadli |

| Villa Park, Birmingham |

| 2013. szeptember 24. 20:45 CEST |

| Hull City      | 1–0               | Huddersfield Town |
| -------------- | ----------------- | ----------------- |
| Proschwitz 59' | (0–0) Jegyzőkönyv |                   |

| KC stadion, Kingston upon Hull |

| 2013. szeptember 24. 20:45 CEST |

| Leicester City               | 2–1               | Derby County |
| ---------------------------- | ----------------- | ------------ |
| Knockaert 78' Drinkwater 81' | (0–1) Jegyzőkönyv | 41' Martin   |

| Walkers Stadium, Leicester |

| 2013. szeptember 24. 21:00 CEST |

| Fulham                | 2–1               | Everton      |
| --------------------- | ----------------- | ------------ |
| Berbatov 54' Bent 68' | (0–1) Jegyzőkönyv | 12' Naismith |

| Craven Cottage, London |

| 2013. szeptember 25. 20:45 CEST |

| Manchester United | 1–0               | Liverpool |
| ----------------- | ----------------- | --------- |
| Hernández 46'     | (0–0) Jegyzőkönyv |           |

| Old Trafford, Manchester |

| 2013. szeptember 25. 20:45 CEST |

| Birmingham City                | 3–1               | Swansea City |
| ------------------------------ | ----------------- | ------------ |
| Burn 57' Green 61' Adeyemi 81' | (0–0) Jegyzőkönyv | 90+5' Bony   |

| St Andrew's, Birmingham |

| 2013. szeptember 25. 20:45 CEST |

| Newcastle United       | 2–0               | Leeds United |
| ---------------------- | ----------------- | ------------ |
| Cissé 31' Gouffran 67' | (1–0) Jegyzőkönyv |              |

| St James’ Park, Newcastle upon Tyne |

| 2013. szeptember 25. 20:45 CEST |

| Tranmere Rovers | 0–2               | Stoke City               |
| --------------- | ----------------- | ------------------------ |
|                 | (0–1) Jegyzőkönyv | 23' Ireland 90+4' Crouch |

| Prenton Park, Birkenhead |

| 2013. szeptember 25. 21:00 CEST |

| West Bromwich Albion                      | 1–1 (h. u.)                 | Arsenal                              |
| ----------------------------------------- | --------------------------- | ------------------------------------ |
| Berahino 71'                              | (0–0, 1–1, 1–1) Jegyzőkönyv | 61' Eisfeld                          |
| Büntetőpárbaj                             |                             |                                      |
| Reid Rosenberg Morrison Dawson Amalfitano | 3–4                         | Bendtner Gnabry Olsson Akpom Monreal |

| The Hawthorns, West Bromwich |

## Negyedik kör
A negyedik kört 2013. szeptember 25-én sorsolták ki. A mérkőzéseket október 29-én és 30-án játszották. A Sunderland–Southampton mérkőzést elhalasztották és november 6-án játsszák.
| 2013. október 29. 20:45 CET |

| Leicester City                          | 4–3               | Fulham                            |
| --------------------------------------- | ----------------- | --------------------------------- |
| Morgan 40' Wood 45' Miquel 53' Dyer 89' | (2–1) Jegyzőkönyv | 18' 54' Rodallega 87' Karangúnisz |

| Walkers Stadium, Leicester Játékvezető: Keith Stroud |

| 2013. október 29. 20:45 CET |

| Birmingham City                            | 4–4                         | Stoke City                                         |
| ------------------------------------------ | --------------------------- | -------------------------------------------------- |
| Adeyemi 28' Løvenkrands 85' 90+2' Lee 118' | (1–1, 3–3, 3–4) Jegyzőkönyv | 10' asz-Szaídi 55' Crouch 71' Arnautović 93' Jones |
| Büntetőpárbaj                              |                             |                                                    |
| Hancox Løvenkrands Reilly Lee              | 2–4                         | Jones Shawcross Muniesa N'Zonzi                    |

| St Andrew's, Birmingham Játékvezető: Simon Hooper |

| 2013. október 29. 20:45 CET |

| Manchester United                                  | 4–0               | Norwich City |
| -------------------------------------------------- | ----------------- | ------------ |
| Hernández 21' (11-esből) 53' Jones 87' Fábio 90+4' | (1–0) Jegyzőkönyv |              |

| Old Trafford, Manchester Játékvezető: Kevin Friend |

| 2013. október 29. 20:45 CET |

| Burnley | 0–2               | West Ham United                                 |
| ------- | ----------------- | ----------------------------------------------- |
|         | (0–0) Jegyzőkönyv | 76' (11-esből) Taylor 90+4' (11-esből) Collison |

| Turf Moor, Burnley Játékvezető: Robert Madley |

| 2013. október 29. 20:45 CET |

| Arsenal | 0–2               | Chelsea                  |
| ------- | ----------------- | ------------------------ |
|         | (0–1) Jegyzőkönyv | 26' Azpilicueta 66' Mata |

| Emirates Stadion, London Játékvezető: Phil Dowd |

| 2013. október 30. 20:45 CET |

| Tottenham Hotspur                                                      | 2–2 (h. u.)                 | Hull City                                                             |
| ---------------------------------------------------------------------- | --------------------------- | --------------------------------------------------------------------- |
| Sigurðsson 15' Kane 108'                                               | (1–0, 1–1, 1–2) Jegyzőkönyv | 53' Friedel 99' McShane                                               |
| Büntetőpárbaj                                                          |                             |                                                                       |
| Sigurðsson Defoe Vertonghen Lamela Kane Paulinho Kaboul Dembélé Walker | 8–7                         | McLean Quinn Boyd Gedo Proschwitz Meyler Rosenior McShane el-Mohamedi |

| White Hart Lane, London Játékvezető: Jonathan Moss |

| 2013. október 30. 20:45 CET |

| Newcastle United | 0–2 (h. u.)                 | Manchester City        |
| ---------------- | --------------------------- | ---------------------- |
|                  | (0–0, 0–0, 0–2) Jegyzőkönyv | 99' Negredo 105' Džeko |

| St James’ Park, Newcastle upon Tyne Nézőszám: 33 846 Játékvezető: Neil Swarbrick |

| 2013. november 6. 20:45 CET |

| Sunderland              | 2–1               | Southampton |
| ----------------------- | ----------------- | ----------- |
| Johnson 59' Larsson 86' | (0–0) Jegyzőkönyv | 88' Josida  |

| Stadium of Light, Sunderland |

## Negyeddöntők
Az ötödik kört 2013. szeptember 30-án sorsolták ki. A mérkőzéseket december 17-én és 18-án játszották.
| 2013. december 17. 20:45 CET |

| Leicester City | 1–3               | Manchester City          |
| -------------- | ----------------- | ------------------------ |
| Dyer 77'       | (0–2) Jegyzőkönyv | 8' Kolarov 41' 53' Džeko |

| Walkers Stadium, Leicester Nézőszám: 31 319 Játékvezető: Roger East |

| 2013. december 17. 20:45 CET |

| Sunderland         | 2–1 (h. u.)                 | Chelsea        |
| ------------------ | --------------------------- | -------------- |
| Borini 88' Ki 118' | (0–0, 1–1, 1–1) Jegyzőkönyv | 46' Cattermole |

| Stadium of Light, Sunderland Nézőszám: 20 731 Játékvezető: Anthony Taylor |

| 2013. december 18. 20:45 CET |

| Stoke City | 0–2               | Manchester United  |
| ---------- | ----------------- | ------------------ |
|            | (0–0) Jegyzőkönyv | 62' Young 78' Evra |

| Britannia Stadion, Stoke-on-Trent Játékvezető: Mark Clattenburg |

| 2013. december 18. 20:45 CET |

| Tottenham Hotspur | 1–2               | West Ham United      |
| ----------------- | ----------------- | -------------------- |
| Adebayor 67'      | (0–0) Jegyzőkönyv | 80' Jarvis 85' Maïga |

| White Hart Lane, London Játékvezető: Neil Swarbrick |

## Elődöntők
Az elődöntőt 2013. december 18-án sorsolták ki. Az első mérkőzéseket január 7-én és 8-án, a visszavágókat január 21-én és 22-én játsszák.

### 1. mérkőzés
| 2014. január 7. 20:45 CET |

| Sunderland                        | 2–1               | Manchester United |
| --------------------------------- | ----------------- | ----------------- |
| Giggs 45+2' Borini 65' (11-esből) | (1–0) Jegyzőkönyv | 52' Vidić         |

| Stadium of Light, Sunderland Nézőszám: 31 547 Játékvezető: Andre Marriner |

| 2014. január 8. 20:45 CET |

| Manchester City                             | 6–0               | West Ham United |
| ------------------------------------------- | ----------------- | --------------- |
| Negredo 12' 26' 49' Touré 41' Džeko 61' 89' | (3–0) Jegyzőkönyv |                 |

| City of Manchester Stadium, Manchester Nézőszám: 30 381 Játékvezető: Jonathan Moss |

### 2. mérkőzés
| 2014. január 21. 20:45 CET |

| West Ham United | 0–3               | Manchester City           |
| --------------- | ----------------- | ------------------------- |
|                 | (0–2) Jegyzőkönyv | 3' 59' Negredo 24' Agüero |

| Boleyn Ground, London Nézőszám: 14 390 Játékvezető: Chris Foy |

| 2014. január 22. 20:45 CET |

| Manchester United                        | 2–1 (h. u.)                 | Sunderland                            |
| ---------------------------------------- | --------------------------- | ------------------------------------- |
| Evans 37' Hernández 120+1'               | (1–0, 1–0, 1–0) Jegyzőkönyv | 119' Bardsley                         |
| Büntetőpárbaj                            |                             |                                       |
| Welbeck D. Fletcher Januzaj Jones Rafael | 1–2                         | Gardner S. Fletcher Alonso Ki Johnson |

| Old Trafford, Manchester Játékvezető: Lee Mason |

## Döntő
| 2014. március 2. 15:00 (CET) |

| Manchester City               | 3–1               | Sunderland |
| ----------------------------- | ----------------- | ---------- |
| Touré 55' Nasri 56' Navas 90' | (0–1) Jegyzőkönyv | 10' Borini |

| Wembley Stadion, London (Anglia) Nézőszám: 84 697 Játékvezető: Martin Atkinson |

| 2013–2014-es angol labdarúgó-ligakupa |
| ------------------------------------- |
| Manchester City 3. cím                |